# Дом Общества для заклада движимых имуществ
Дом Общества для заклада движимых имуществ (дом М. С. Мальцевой, М. С. Мальцева) — памятник архитектуры. Расположен в Санкт-Петербурге, современный адрес дома — Литейный проспект, 27.
Первый дом на участке был построен в первой четверти XIX века по проекту неизвестного архитектора, в 1872 году его надстроил для Марии Сергеевны Мальцевой с изменением вида фасада (в стиле ампир) П. Ю. Сюзор.
Шестиэтажный дом на месте старого построен в 1911—1912 годах по проекту  С. А. Моравицкого. После смерти Моравицкого строительство завершал И. Л. Балбашевский.
Здание лаконично, облицовано гранитом разных тонов и каменной (терразитовой) штукатуркой. Обработан не только лицевой, но и дворовые фасады. В здании на 2021 год сохранились отдельные фактурные стёкла.
Согласно Исаченко и Питанину, это одно из лучших зданий Литейного проспекта.